# Гурко (зупинний пункт)
Гурко — зупинний пункт польської залізниці на перегоні Перемишль-Медика. Розташований в селі Гурко З 1 вересня 2016 року обслуговується трьома парами електропоїздів Ряшів-Медика (через Ярослав, Перемишль).